# 寺崎武男
寺崎 武男（てらさき たけお、1883年3月30日 - 1967年2月16日）は、日本の洋画家・版画家。房総神話を描いた画家として知られる。

## 人物
東京都生まれ。1907年に東京美術学校西洋画科を卒業し、農商務省実業講習生としてイタリアを訪れ、ベネチアを拠点に活動し、フレスコ画やエッチングなどを学ぶ。1918年、山本鼎らと日本創作版画協会を設立。後に日本版画協会の創立に参加した。作品に「房州の海」「安房開拓神話」などがある。